# TmRNA

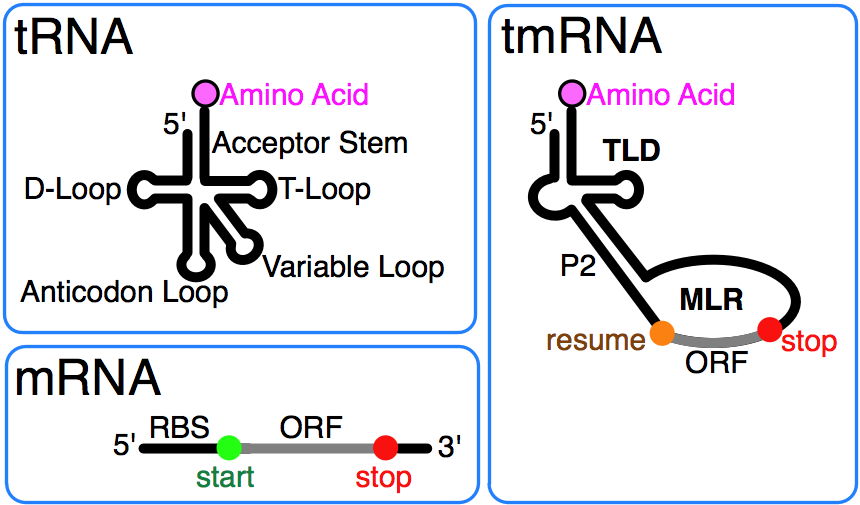

TmRNA یک RNA می‌باشد که ساختمان ان از دو بخش تشکیل شده:mRNA-tRNA. که معمولاً بخش tRNA به یک امینواسید Ala متصل می‌باشد.
TmRNA در پروکاریوت‌ها هنگامی که رمز پایان وجود نداشته باشد به وجود می‌آید. هنگامی که طی شرایطی مانند جهش یا شکست در mRNA کدون پایان ان از بین برود، ریبوزوم ترجمه را تا انتهای mRNA ادامه می‌دهد و در انتهای ۳* متوقف می‌شود.TmRNA این نوع mRNA که ریبوزوم برروی آنها متوقف شده‌اند را شناسایی می‌کند و به آنها متصل می‌شود. ریبوزومی که بروی mRNA متوقف شده به دلیل اینکه آخرین ترانسلوکاسیون خود را انجام داده جایگاه A ان خالی می‌باشد.
بخش tRNA مولکول TmRNA وارد جایگاه A می‌شود و ترجمه ادامه پیدا می‌کند و از روی mRNA ای که در ساختمان tmRNA وجود دارد، ۱۰ امینواسید به پلی پپتید در حال سنتز اضافه می‌شود (معمولاً Ala).
mRNA موجود بروی TmRNA دارای کدون پایان و پس از رسیدن به این ناحیه که بعد از کدشدن 10 aa می‌رسد، ریبوزوم جدا شده و پپتید تازه سنتز شده رها می‌گردد. پپتید ناقص بوده و باید ازبین برود. ۱۰ امینواسید روی پلی پپتید ناقص به عنوان یک Tag برای آنزیمهای پروتئاز عمل می‌نماید که آنها را برای هیدرولیز راهنمایی کند. در پروکاریوت‌ها انواع مختلفی از tmRNA هست که با مکانیزم مشابهی عمل می‌کند.TmRNA شرح داده شده تحت عنوان RNA10sa نامیده می‌شود.